# كريستوف مارتين فيلاند
كريستوف مارتين فيلاند (بالألمانية: Christoph Martin Wieland) هو كاتب وشاعر ألماني. تلقى فيلاند تربية تقوية. ودرس الفلسفة في إرفورت والحقوق في توبنجن. وقضى الفترة من 1752 حتى 1754 عند بودمر في زيورخ حيث عمل حتى عام 1758 مدرساً خصوصياً. وفي عام 1769 عمل أستاذاً للفلسفة في جامعة إرفورت. وفي عام 1772 أصبح فيلاند مربيا للأمراء في فايمار. ومنذ عام 1775 تفرغ للكتابة حتى وفاته في فايمار. وفي الفترة من 1773 حتى 1810 أصدر الصحيفة الأدبية «دير تويتشه مركور».

## أعماله
- ترجمات لشعراء الإغريق.
- ترجمات لاثنين وعشرين مسرحية لشكسبير.
- انتصار الطبيعة على الحماسة «Der Sieg der Natur über die Schwärmerey»
- قصة أجاتون «Geschichte des»
- موزاريون أو فلسفة آلهات الفن «Musarion oder Die Philosophie der Grazien»
- أوبرون «Oberon»

## روابط خارجية
- كريستوف مارتين فيلاند على موقع IMDb (الإنجليزية)
- كريستوف مارتين فيلاند على موقع الموسوعة البريطانية (الإنجليزية)
- كريستوف مارتين فيلاند على موقع ميوزك برينز (الإنجليزية)
- كريستوف مارتين فيلاند على موقع ديسكوغز (الإنجليزية)
- كريستوف مارتين فيلاند على موقع قاعدة بيانات الفيلم (الإنجليزية)